# Domenico Lovisato
Domenico Lovisato (Isola d'Istria, 12 agosto 1842 – Cagliari, 23 febbraio 1916) è stato un geologo, paleontologo, paletnologo e patriota italiano.

## Biografia

### Gli studi
Di padre calzolaio, nacque in una famiglia originaria del Friuli trasferitasi in Istria. Nel 1850 rimase orfano di padre, in pessime condizioni finanziarie. Di brillante intelligenza e attratto dallo studio, riuscì a concludere il ciclo scolastico, dalle elementari alle superiori, grazie ad aiuti da parte dei parenti.
A partire dagli ultimi anni del liceo iniziò a maturare idee e sentimenti irredentistici che gli costarono diverse sanzioni da parte delle autorità austriache, dopo essersi reso protagonista di proteste studentesche. Completati nel 1862 gli studi secondari, nello stesso anno si iscrisse al corso di matematica presso l'Università di Padova, costantemente controllato dalla polizia per i suoi forti ideali irredentisti.
Fu arrestato ben otto volte, scampato ad un processo per alto tradimento e ad un'espulsione. Scoppiata la guerra del 1866 contro l'Austria, si arruolò volontario e combatté nel Trentino, conquistandosi la stima e l'affetto di Giuseppe Garibaldi.
Ripresi gli studi universitari, conseguì la laurea nel gennaio del 1867, data dalla quale ebbe inizio una carriera da insegnante di fisica e matematica a Sondrio, a Sassari, a Girgenti (oggi Agrigento), a Catanzaro. In Calabria restò per due anni, compiendo ricerche geologiche e paletnologiche sulla Calabria, che gli ripagarono la nomina nel 1878 a professore straordinario di mineralogia nell'Università di Sassari. Nel 1881 scrisse, nella memoria pubblicata a cura della Reale Accademia dei Lincei, dopo aver analizzato circa 750 reperti litici rinvenuti in Calabria sino a quell'anno che i primi indoeuropei giunti sul suolo italico nella preistoria si stabilirono sulle due sponde dell'istmo di Catanzaro fra i golfi di Sant'Eufemia e di Squillace, il punto più stretto d'Italia.
Durante il suo trasferimento a Sondrio, nel quale si appassionò alle scienze della terra, da matematico divenne geologo, influenzato dall'amicizia stretta con il Taramelli (uno dei padri della moderna geologia italiana).

### Il trasferimento a Cagliari
Nel 1884 si trasferì presso l'Università di Cagliari, dove continuò a promuovere studi che si rivelarono importanti per la conoscenza della geologia e della paleontologia della Sardegna. Pubblicò allora studi di mineralogia ancora consultati, e numerosissimi articoli apparsi su riviste specializzate. Profondamente attaccato alla Sardegna, arrivò a battezzare con il nome di Gennargentu una catena di montagne nella Terra del Fuoco. Per alcuni anni diresse l'Orto Botanico di Cagliari, compilando un indice botanico e divulgò la conoscenza della natura dell'isola tra il popolo sardo.

### La spedizione nella Terra del Fuoco e in Patagonia
La spedizione nella Terra del Fuoco e in Patagonia, guidata da Bove, si svolse dal dicembre 1881 al settembre 1882. Il Lovisato, inizialmente vicepresidente della commissione scientifica, svolse diversi compiti come dimostrano gli attestati nei suoi diari. Scoprì in Argentina diverse catene montuose.
I riconoscimenti, gli onori conquistati nel campo della scienza e le offerte del governo argentino per trattenerlo in Sudamerica non convinsero tuttavia Lovisato, che ritornò in Italia.

### Il ritorno in Sardegna, la guerra e la morte
Giunto ad Isola d'Istria, gli venne notificato un bando per mancata cittadinanza austriaca, perciò dovette ripartire subito verso la Sardegna.
Nel 1884 divenne professore ordinario di geologia e mineralogia all'Università di Cagliari. In questo arco di tempo ideò il Club Alpino Sardo e organizzò la costruzione del Rifugio La Marmora sul Gennargentu.
Nonostante il suo tempo fosse dedicato al lavoro di ricercatore e di insegnante, nella mente di Lovisato rimase sempre un forte senso patriottico. L'odio nei confronti dell'Impero austroungarico raggiunse il suo apice nel maggio del 1915, data nella quale chiese di essere arruolato come volontario sul fronte italiano della prima guerra mondiale, ormai anziano. Il suo gesto venne molto apprezzato, ma egli non poté gioire della vittoria sul nemico austriaco. Dopo lunghe sofferenze, si spense a Cagliari il 23 febbraio 1916.
La tomba di Lovisato è situata nel cimitero di Bonaria a Cagliari.
Per espressa volontà, volle che la tomba della sua famiglia fosse ricoperta da un masso di granito di Cala Francese (isola di La Maddalena). La figlia Pia prese i primi contatti nel 1920 con Attilio Grondona (proprietario delle cave) il quale, sensibile a tale richiesta, in ricordo dell'amico scomparso, mise a disposizione le proprie maestranze per la realizzazione della lapide. La tomba di Lovisato conserva, oltre le spoglie del Professore, anche quelle della moglie Pia Tamaro, deceduta nel settembre del 1920, della figlia e di alcuni familiari.